# David Geringas
David Geringas (lituà: Dovydas Geringas; Vilnius, Lituània, 29 de juliol de 1946), és un violoncel·lista i director d'orquestra lituà que va estudiar amb Mstislav Rostropovich. El 1970 va guanyar la medalla d'or al Concurs Internacional Txaikovski. També toca el baryton, un instrument rar associat amb la música de Joseph Haydn.

## Biografia
David Geringas ha actuat amb la Filharmònica de Berlín, la Filharmònica de Viena, l'Orquestra Reial del Concertgebouw, la London Symphony Orchestra i l'Orquestra Simfònica de Londres, la Royal Philharmonic, la London Philharmonic, l'Orquestra de París, l'Orquestra Filharmònica Txeca, l'Orquestra Simfònica de la Ràdio de Baviera, l'Orquestra del Gewandhaus de Leipzig, la Chicago Symphony Orchestra, l'Orquestra Filharmònica de Nova York, Orquestra de Filadèlfia, NHK Symphony i l'Orquestra Filharmònica d'Israel, sota la direcció de directors tan estimats del nostre temps com Gerd Albrecht, Vladímir Aixkenazi, Herbert Blomstedt, Andrei Boreiko, Myung-whun Chung, Charles Dutoit, Christoph Eschenbach, Vladimir Fedoseyev, Lawrence Foster, Valery Gergiev, Paavo Järvi, Kirill Kondrashin, Krzysztof Penderecki, Simon Rattle, Mstislav Rostropovich, Esa-Pekka Salonen, Jukka-Pekka Saraste, Wolfgang Sawallisch, Horst Stein, Iuri Temirkànov, Klaus Tennstedt i Michael Tilson Thomas
És convidat habitual a diversos festivals de música de cambra importants i té un ampli repertori, des del barroc fins a la música contemporània, gran part de la qual ha gravat, sent guardonat amb el "Grand Record Prize" de la Charles Cros Academy. el 1989. És professor de violoncel a Berlín.
Importants compositors contemporanis com Sofia Gubaidúlina, Pēteris Vasks i Erkki-Sven Tüür han dedicat noves composicions a Geringas. El juliol de 2006, la composició d'Anatolijus Senderovas "La Cançó de David per a violoncel i quartet de corda" es va estrenar a Kronberg, una dedicatòria al 60è aniversari de Geringas.
David Geringas és un dels músics més polifacètics del nostre temps. El violoncel·lista i director té un repertori inusualment ampli, des del barroc més antic fins a la música contemporània. Va ser el primer músic que va tocar a Occident obres de l'avantguarda russa i lituana i molts compositors li van dedicar obres. Pel seu compromís mundial amb la música lituana i els seus compositors, va ser guardonat amb les més altes distincions del seu país. L'octubre de 2006, el president de la República Federal d'Alemanya Horst Köhler va concedir la "Creu Federal del Mèrit" ("Creu Federal del Mèrit") a David Geringas pels seus esforços generals com a músic i ambaixador cultural alemany, al panorama musical mundial.
Nascut a Lituània, David Geringas va estudiar al Conservatori de Moscou des de 1963 fins a 1973 amb Mstislav Rostropovich. El 1970 David Geringas va guanyar el Primer Premi i la medalla d'or al concurs Txaikovski. L'any 2000 va assumir una càtedra de violoncel a la Hochschule für Musik "Hanns Eisler" de Berlín. A més, és professor honorari al Conservatori de Moscou. David Geringas també dirigeix diverses classes magistrals arreu del món per als músics emergents. Els seus alumnes són guanyadors de premis i guardons de concursos internacionals.
Compositors reconeguts de música contemporània van dedicar obres a David Geringas, així el Concerto in Do d'Anatolijus Šenderovas, interpretat per David Geringas per primera vegada l'any 2002 i guardonat amb el Premi Europeu de Compositors a Berlín, el Concert per a violoncel de Ned Rorem, estrena mundial 2003 als EUA, els Concerts per a violoncel de Vytautas Laurušas i de Vidmantas Bartulis, estrena mundial el 2004 respectivament el 2005 a Lituània. Un esdeveniment especial va ser l'estrena mundial de l'obra "David's Song for Cello and String Quartet" d'Anatolijus Šenderovas el juliol de 2006 a Kronberg, que el compositor havia escrit amb motiu del 60è aniversari de David Geringas.
Des de 2005 és professor a l'Accademia Musicale Chigiana de Siena.
Els concerts de David Geringas amb l'Orquestra Simfònica de la Ràdio de Baviera, l'Orquestra Filharmònica Estatal de Moscou, l'Orchestre de la Suisse Romande i l'Orquestra Simfònica de Berner, l'Orquestra Filharmònica de Tòquio i la seva primera actuació amb l'Orquestra Simfònica de Xangai, de seguida, reinvitat per al 2007, formen part, entre d'altres, dels moments més destacats de la temporada de concerts 2005/2006. Aquell estiu també va estar convidat a prestigiosos festivals a Alemanya, Gran Bretanya i França. La temporada 2006/2007 David Geringas va oferir concerts, entre d'altres, amb la Beethoven Orchester Bonn, el Nationaltheater-Orchester Mannheim i la Galicia Symphony Orchestra. Amb motiu del 100è aniversari de Dmitri Xostakóvitx, David Geringas és convidat per la Tonhalle Düsseldorf per organitzar i encapçalar un cap de setmana de diverses actuacions dedicades aquest compositor.

## Discografia
Per uns 50 CDs que David Geringas ha gravat fins ara ha rebut un gran nombre de distincions, entre elles el "Grand Prix du Disque" per l'enregistrament dels 12 concerts per a violoncel de Luigi Boccherini. La seva extensa discografia també inclou nombrosos enregistraments guardonats com la música de cambra d'Henri Dutilleux (Diapason d'Or) o els concerts per a violoncel de Hans Pfitzner (Jahrespreis der Deutschen Schallplattenkritik).

## Música de cambra
David Geringas també és un convidat benvingut als escenaris internacionals de música de cambra. Així, Tatjana Geringas i Ian Fountain pertanyen als seus companys més propers al piano. La temporada 2004/2005 David Geringas va oferir juntament amb Ian Fountain un cicle de concerts titulat "Beethoven plus..." a la Philharmonie de Berlín. També treballa estretament amb l'Artemis Quartett, el Vogler-Quartett i el Bläserquintett de la Staatskapelle Berlin.

## Direcció
En una mesura cada cop més gran, David Geringas ha estat contractat com a director. Entre d'altres va dirigir la Norddeutsche Philharmonie Rostock, la Kammerphilharmonie de la MDR Leipzig, la Jenaer Philharmonie, l'orquestra de cambra de la Wiener Symphoniker (Concert-Verein), la Danish National Symphony Orchestra/DR, das Iceland Symphony Orchestra, la Kremerata Baltica com així com orquestres a Lituània, Itàlia, Països Baixos, Mèxic i Costa Rica. El febrer de 2007 David Geringas dirigirà per primera vegada l'Orquestra Filharmònica de Tòquio, debutarà com a director a la Xina la temporada 2007/2008 i serà de nou convidat al Japó.
Pel seu primer CD gravat com a director va rebre el 'Choc de la Musique' de la revista musical "Le Monde de la musique". Des del 2005 David Geringas és el director convidat en cap de l'Orquestra Simfònica de Kyushu.

## Violoncel
David Geringas toca un violoncel G. B. Guadagnini fabricat el 1761.